# Kožekrilci
Kožekrilci (manj ustrezno kožokrilci, znanstveno ime Hymenoptera; grško hymen - membrana + pteron - krilo) so zelo uspešen red žuželk s preko 100.000 opisanimi recentnimi vrstami; po številu znanih vrst so od njih večji samo hrošči. Med kožekrilce uvrščamo nekaj najprepoznavnejših skupin žuželk, kot so mravlje, čebele, ose in sršeni; mnoge od njih so visoko specializirane vrste.

## Telesne značilnosti
Med kožekrilce uvrščamo žuželke zelo različnih velikosti (največkrat od 1,5 do 120 mm) in značilnosti. Odrasli samci ose Dicopomorpha echmepterygis iz družine pritlikavih najezdnikov (Myrmaridae) so najmanjši odrasli osebki med žuželkami sploh, v dolžino merijo le 0,139 mm. Mnoge vrste so s specializacijo izgubile ali pridobile kakšno strukturo, tako da kožekrilec, ki bi ga označili kot tipičnega, ne obstaja.
Glava je zelo hitinizirana in trda. Na oprsje je pritrjena z ozkim, gibljivim vratom, tako da jo lahko žuželka prosto obrača. Večina kožekrilcev ima velike sestavljene oči, poleg njih pa tri očesca. Oblika tipalnic je med podskupinami zelo različna, pogosto imajo samci daljše kot samice. V osnovi imajo obustne okončine izoblikovane v grizalo, obrnjeno naprej (prognatno) ali nazaj (hipognatno). Mandibule so vedno prisotne, čeprav nimajo vedno vloge pri prehranjevanju. Poleg nazobčanih mandibul imajo še dobro razvite maksile in jeziček (labium). Slednji je še posebej razvit pri osah in čebelah. Oprsje je zgrajeno iz običajnih treh členov, le pri primitivnejših kožekrilcih je zadnji člen (zaprsje oz. metatoraks) zlit s prvim členom zadka in tvori propodeum. Na oprsju sta običajno (z dobro znano izjemo mravelj delavk) dva para membranastih kril, po katerih je red dobil svoje ime. Prvi par je bistveno večji od zadnjega, povezujejo ju številni drobni kaveljčki (hamulus, množ. hamuli) na sprednjem robu zadnjega para kril. Krila imajo zelo reducirano ožiljenost in velike celice, ki jih tvorijo preostale žile, so dober prepoznavni znak. Začetek zadka je stisnjen in tvori različno dolg »pas« (petiol). Večina samic ima dobro razvito leglico, ki je pri nekaterih skupinah preoblikovana v želo (zaradi česar pičijo samo samice), samci pa na zadku nimajo okončin.
Ličinke kožekrilcev so dveh različnih tipov. Večina primitivnih vrst (rastlinske ose) ima ličinke podobne gosenicam z dobro razvito glavo in torakalnimi nogami, pogosto pa tudi s panožicami na zadku. Izjema so le tiste, ki vrtajo po rastlinah, te so običajno brez nog. Ostale ličinke kožekrilcev so brez nog in imajo zelo reducirano glavo.

## Življenje
Samica s pomočjo leglice izleže posamezna jajčeca v rastlinsko tkivo ali drugo žival. Pogosta je partenogeneza, razvoj ličink iz neoplojenih jajčec. Tako samci čebel in os nastajajo izključno nespolno, pri nekaterih vrstah pa jih skoraj ni in je partenogeneza praktično edini način razmnoževanja. Jajčeca vrst, ki so notranji zajedavci, imajo zelo malo rezervnih snovi in iz njih se lahko izleže več osebkov. Večina ličink na račun tega, da so obdane s hrano oz. jih hranijo delavke, nima okončin in močnih čeljusti.
Buba ima proste okončine in je običajno zaprta v kokonu, vendar je lahko le-ta tako skromen, da se ga praktično ne vidi.
Večina odraslih se prehranjuje z nektarjem, rastlinskimi sokovi ali izločki listnih uši in drugih polkrilcev. Plenilske vrste jedo druge žuželke, bodisi žive ali mrtve, zajedavske ose pa s telesnimi sokovi žuželk.
Med kožekrilci je tudi nekaj posebnežev, tako krojaške mravlje živijo od spor gliv, ki jih gojijo v svojih gnezdih. Večina je dnevno aktivnih, razen nekaterih plenilskih vrst, ki letajo ponoči.

## Ekologija
Kožekrilci so ena izmed najbolj razširjenih in raznolikih skupin žuželk, ki zapolnjujejo zelo raznolike ekološke vloge. Med njimi najdemo živali na vseh trofičnih nivojih, ki izkoriščajo vse možne vire hrane. Poznamo rastlinojedce, zajedavce (ličinke mnogih vrst), plenilce (ose) itd. Ličinke pogosto izkoriščajo drug vir hrane kot odrasle živali, s čimer se zmanjša kompeticija med njimi. V ekosistemu imajo ključno vlogo kot opraševalci; na dolgo odvisnost rastlin od opraševanja kažejo rastline, ki jih lahko oprašuje izključno ena vrsta kožekrilca.
Živijo na vseh celinah razen Antarktike v raznolikih habitatih, največkrat jih najdemo med listnim odpadom in zemljo oz. na rastlinju. Omembe vredno je tudi povezovanje v kolonije - nekateri kožekrilci so evsocialne živali, v kolonijah poznajo delitev dela (razmnoževanje, iskanje hrane, skrb za zarod, obramba kolonije), zaradi česar so kot skupina sposobni izkoriščati vire hrane, ki posameznikom ne bi bili dostopni.

### Pomen za človeka
Med vsemi skupinami žuželk so kožekrilci verjetno najpomembnejši za človeški obstanek. Celotno poljedelstvo in z njim povezane dejavnosti, s tem pa večina človeške prehrane, so neposredno odvisne od opraševanja rastlin s strani čebel in drugih kožekrilcev, ki nabirajo nektar. Del opraševanja sicer izvajajo tudi druge žuželke, kot so muhe, a je spolno razmnoževanje poljščin skoraj izključno odvisno od kožekrilcev. Drugi kožekrilci, recimo ose, ki plenijo ali zajedajo druge žuželke, so pomemben dejavnik nadzora škodljivcev v vrtovih, gozdovih in na njivah. V mnogih predelih sveta so (najpogosteje mravlje) pomemben vir hrane.
Manj zaželena lastnost pa je sposobnost os in čebel da boleče pičijo, kar je lahko za alergika tudi smrtno nevarno. Zaradi tega je gnezdenje os in sršenov blizu človeških bivališč nezaželeno.

### Ohranitveno stanje
Na Rdečem seznamu IUCN je 151 vrst kožekrilcev, od tega tri skrajno ogrožene, 139 ranljivih, 7 potencialno ogroženih, ena najmanj ogrožena vrsta in ena, za katero ni dovolj podatkov.

## Sistematika
Sorodni so skupinama Amphiesmenoptera (mladoletnice in metulji) ter Antliophora (dvokrilci in kljunavci/bolhe). Razmerja znotraj redu so trenutno predmet revizij, tradicionalno pa kožekrilce delimo na dva podredova, Symphyta (rastlinske ose) in Apocrita (ozkopase ose), čeprav danes vemo, da so rastlinske ose parafiletska skupina - iz ene od družim rastlinskih os so se namreč razvile vse ostale skupine kožekrilcev. Znotraj podredu ozkopasih os tvorijo naddružine Chrysidoidea, Vespoidea in Apoidea jasno monofiletsko skupino, združuje jih to, da imajo leglico spremenjeno v želo.

### Kožekrilci v Sloveniji
Kljub velikemu pomenu za človeka in več kot 10.000 evropskih vrstah je v Sloveniji ta skupina žuželk razmeroma slabo raziskana. Izjeme so čebele, ki jih je prvi opisoval že Scopoli, v zadnjem času pa poleg njih še mravlje. V Sloveniji po zdaj zbranih podatkih živi 542 vrst čebel in 132 vrst mravelj

## Kulturne reference
Kožekrilci so kot koristne živali že dolgo del človeške kulture. Čebele in ose so kot božanstva častili že v starem Egiptu, prav tako stari Grki. Mravlje so zaradi svoje organiziranosti simbol delavnosti, moči in poguma. Nenazadnje pa so čebele, ki jih izkoriščamo za opraševanje, pridobivanje medu in izdelkov iz medu, sinonim za delavnost ter prijaznost, na Slovenskem predvsem avtohtona kranjska sivka, okoli katere se je razvila tradicija čebelarstva.